# Urban Justice
Urban Justice  (Justicia urbana en España) es una película estadounidense de acción de 2007 dirigida por Don E. FauntLeRoy, en la que actúan Steven Seagal y Eddie Griffin.

## Argumento
Cuando un policía ejemplar es asesinado a corta distancia, el departamento de policía registra el incidente como un acto de violencia. Un gran error. Ese joven policía es hijo de un ex soldado de las fuerzas especiales con una sed insaciable de justicia. Para encontrar al asesino de su hijo, Simon Ballister (Steven Seagal) se muda al peor barrio de la ciudad. Apenas llega es recibido por dos miembros de una pandilla, quienes son enviados de regreso sangrando por él. Ballister no es de los que se dan por vencidos fácilmente y no se detendrá ante nada para encontrar al asesino de su hijo. Las pandillas tienen muchos hombres, mucha munición, protección policial y el coraje exagerado de la juventud. Todo lo que Ballister pretende utilizar contra ellos.

## Reparto
- Steven Seagal como el Simon Ballister
- Eddie Griffin como el Armand Tucker
- Carmen Serano como el Alice Park
- Cory Hart como el Max Ballister
- Liezl Carstens como el Linda
- Kirk B. R. Woller como el Frank Shaw
- Mary Evans como el Irene
- Al Staggs como el Priest
- Jade Yorker como el Gary Middleton
- Jermaine Washington como el Rasheed
- Brian Lucero como el Benny
- Danny Trejo como el El Chivo
- Diego Lopez como el Winston
- Grady McCardell como el Dwight Morris
- Brett Brock como el Watch Sergeant